# USS Fletcher (DD-445)
USS Fletcher (DD/DDE-445) là chiếc dẫn đầu của lớp tàu khu trục Fletcher được Hải quân Hoa Kỳ chế tạo trong Chiến tranh Thế giới thứ hai. Nó là chiếc tàu chiến duy nhất của Hải quân Mỹ được đặt theo tên Đô đốc Frank Friday Fletcher (1855-1928), người đã phục vụ trong trận Veracruz lẫn Chiến tranh Thế giới thứ nhất và từng được tặng thưởng Huân chương Danh dự. Con tàu đã hoạt động tại Mặt trận Thái Bình Dương trong Thế Chiến II, được tặng thưởng 15 Ngôi sao Chiến trận; và sau đó còn được tặng thưởng thên năm Ngôi sao Chiến trận khác khi phục vụ trong Chiến tranh Triều Tiên. Nó ngừng hoạt động năm 1969 và bị bán để tháo dỡ năm 1972.

## Thiết kế và chế tạo
Fletcher được đặt lườn tại xưởng tàu của hãng Federal Shipbuilding and Dry Dock Company ở Kearny, New Jersey vào ngày 2 tháng 10 năm 1941. Nó được hạ thủy vào ngày 3 tháng 5 năm 1942; được đỡ đầu bởi bà F. F. Fletcher, vợ góa Đô đốc Fletcher; và nhập biên chế vào ngày 30 tháng 6 năm 1942 dưới quyền chỉ huy của Hạm trưởng, Thiếu tá Hải quân William M. Cole.

## Lịch sử hoạt động

### 1942
Từ vùng bờ Đông, Fletcher đi đến Nouméa, New Caledonia vào ngày 5 tháng 10 năm 1942, và lập tức đảm nhiệm vai trò hộ tống và tuần tra trong Chiến dịch Guadalcanal, bắn phá Lunga Point vào ngày 30 tháng 10. Khởi hành từ Espiritu Santo vào ngày 9 tháng 11 để bảo vệ cho cuộc đổ bộ lực lượng tăng cường lên hòn đảo bị bao vây, nó tham gia vào việc đánh trả một cuộc không kích nặng nề nhắm vào các tàu vận tải vào ngày 12 tháng 11, bắn rơi nhiều máy bay đối phương. Đây chính là giai đoạn mở màn của trận Hải chiến Guadalcanal, cuộc đụng độ không-hải kéo dài ba ngày. Fletcher đã góp phần quan trọng trong trận chiến trên biển ngoài khơi Guadalcanal vào ngày 13 tháng 11, nả pháo và phóng ngư lôi trong trận chiến lộn xộn vốn đã đánh chìm hai tàu khu trục Hải quân Đế quốc Nhật Bản và làm hư hại thiết giáp hạm Hiei, mà sau đó bị máy bay từ tàu sân bay và của Thủy quân Lục chiến đánh chìm.
Fletcher rút lui về Espiritu Santo để tiếp liệu một ngày sau đó, và sau khi tuần tra chống tàu ngầm ngoài khơi Nouméa, đã lại lên đường vào ngày 30 tháng 11 cùng một lực lượng tàu tuần dương và tàu khu trục, để đánh chặn một lực lượng tàu vận tải và tàu khu trục đối phương đang tìm cách tăng viện cho Guadalcanal vào đêm hôm đó. Nó dẫn đầu lực lượng băng qua eo biển Lengo, và đã phát hiện đối phương đầu tiên qua màn hình radar ngoài khơi Tassafaronga Point ngay trước nữa đêm. Kết quả của trận Tassafaronga là một tàu khu trục Nhật bị đánh chìm và một chiếc khác hư hại nhẹ; nhưng phía Hoa Kỳ bị hư hại nặng đến bốn tàu tuần dương. Nhờ những nỗ lực kiểm soát hư hỏng hiệu quả, chúng đều sống sót ngoại trừ một chiếc, và Fletcher đã cứu vớt những người sống sót của tàu tuần dương hạng nặng Northampton.

### 1943

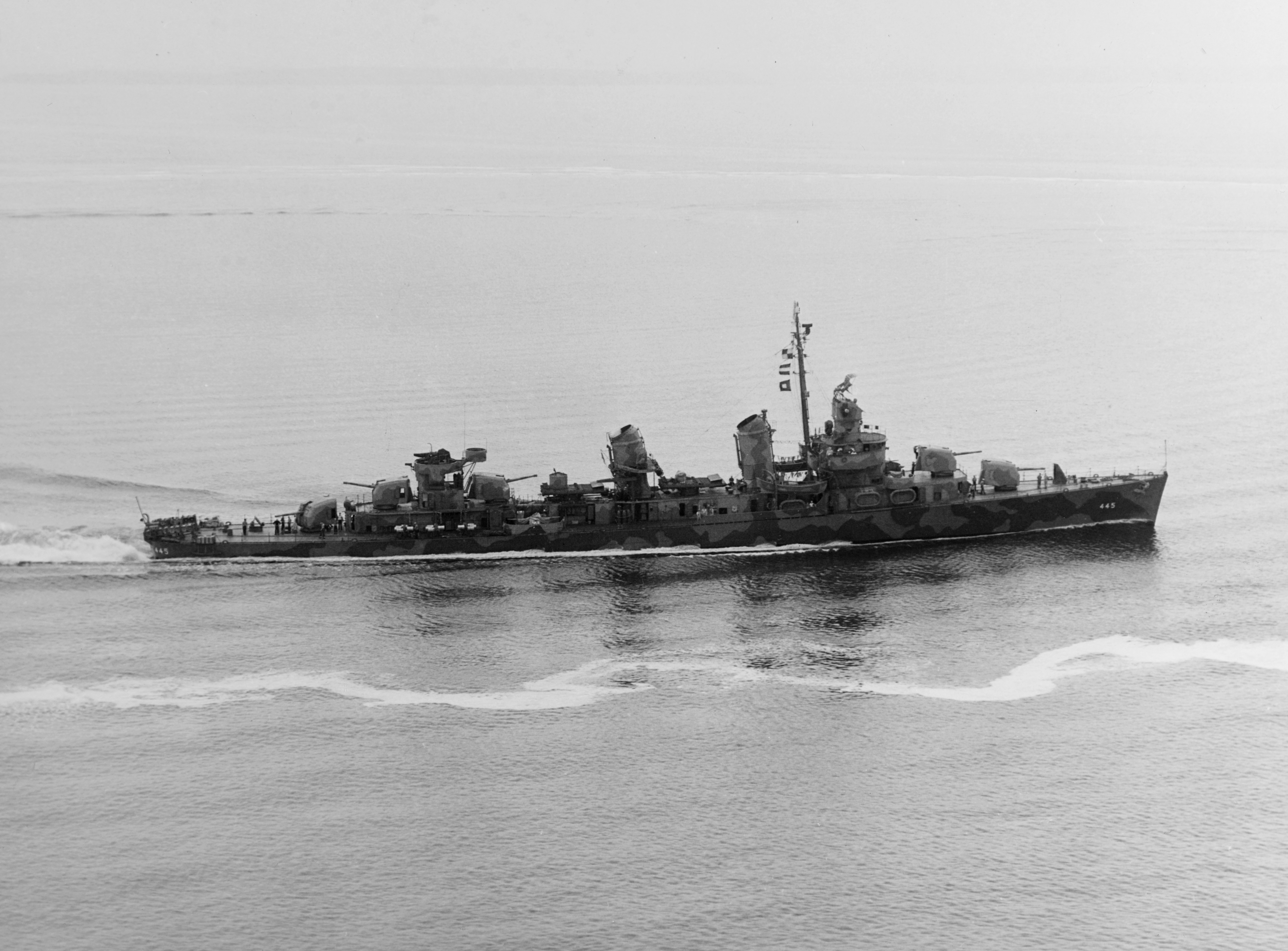
USS Fletcher ngoài khơi New York

Fletcher tiếp tục hoạt động tại vùng biển quần đảo Solomon; nó tuần tra, bắn phá các vị trí trên bờ, đẩy lui các cuộc không kích, giải cứu các phi công bị bắn rơi, phá hủy các sà lan Nhật và bảo vệ cho các cuộc đổ bộ lên bờ biển phía Bắc của Guadalcanal. Đang khi tuần tra vào ngày 11 tháng 2 năm 1943, nó được báo động bởi một phao sáng đánh dấu do máy bay trinh sát của tàu tuần dương hạng nhẹ Helena thả xuống, và nhanh chóng tiếp cận để tấn công, đánh chìm chiếc tàu ngầm Nhật I-18. Chiếc tàu khu trục đã hỗ trợ cho việc đổ bộ lên quần đảo Russell vào ngày 21 tháng 2, bắn phá sân bay tại Munda trên đảo New Georgia trong đêm 5-6 tháng 3, và tiếp tục bảo vệ cho việc di chuyển của các tàu vận tải tại vùng biển Solomon.
Từ ngày 23 tháng 4 đến ngày 4 tháng 5, Fletcher đi đến Sydney, Australia để nghỉ ngơi và tái trang bị trước khi tiếp tục làm nhiệm vụ trong một tháng tiếp theo tại vùng biển Solomon. Nó rời Espiritu Santo vào ngày 19 tháng 6, quay trở về Hoa Kỳ để đại tu, rồi lại đi đến Nouméa vào ngày 27 tháng 9 để tiếp tục nhiệm vụ cho đến ngày 31 tháng 10. Nó lên đường cùng một lực lượng đặc nhiệm tàu sân bay nhanh để hỗ trợ trên không cho Chiến dịch quần đảo Gilbert, đánh trả một loạt các cuộc không kích phản công của quân Nhật vào ngày 26 tháng 11. Chiếc tàu khu trục lại nổ súng vào máy bay Nhật vào ngày 4 tháng 12, khi lực lượng đặc nhiệm phải chịu đựng không kích của đối phương lúc họ tấn công lên đảo Kwajalein.

### 1944

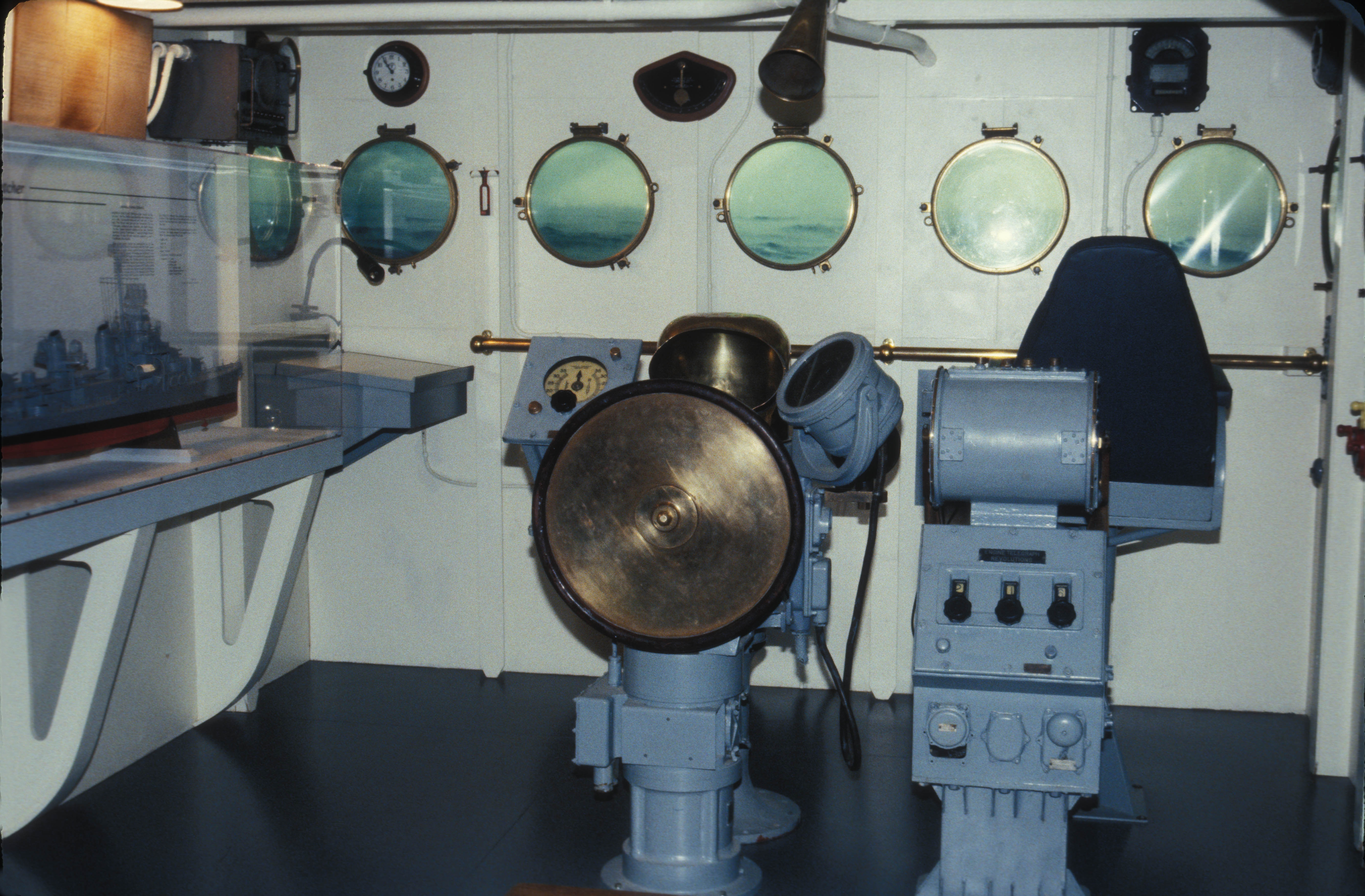
Cầu tàu của USS Fletcher tại Bảo tàng Hải quân Hoa Kỳ, Washington D.C.

Fletcher quay trở về Trân Châu Cảng vào ngày 9 tháng 12 năm 1943, và sau một đợt đại tu ngắn và huấn luyện tại vùng bờ Tây, nó chuẩn bị sẵn sàng cho chiến dịch tấn công quần đảo Marshall. Chiếc tàu khu trục hộ tống một lực lượng tàu chở quân đi từ San Diego, California đến Lahaina Roads từ ngày 13 đến ngày 21 tháng 1 năm 1944, rồi tham gia một đội hỏa lực để bắn phá đảo san hô Wotje vào ngày 30 tháng 1. Sang ngày hôm sau, nó gặp gỡ lực lượng tấn công chính cho cuộc đổ bộ lên Kwajalein, bảo vệ cho các tàu vận chuyển và tuần tra ngoài khơi đảo san hô cho đến ngày 4 tháng 2. Sau khi hộ tống các tàu vận tải rỗng quay trở về Funafuti, nó đi đến Majuro vào ngày 15 tháng 2, làm nhiệm vụ hộ tống các thiết giáp hạm để bắn phá Taroa và Wotje trong các ngày 20 và 21 tháng 2, rồi tuần tra ngoài khơi Eniwetok.
Sau khi tham gia các cuộc thực hành huấn luyện ngoài khơi cảng Purvis, Fletcher đi đến mũi Sudest, New Guinea vào ngày 18 tháng 4. Nơi đây trở thành căn cứ hoạt động của nó trong một tháng tiếp theo khi nó hỗ trợ cho Chiến dịch Reckless, cuộc đổ bộ lên vịnh Humboldt cũng như các đợt tăng viện tiếp theo vào ngày 30 tháng 4. Sau khi hộ tống một đoàn tàu vận tải đi Nouméa, nó hoạt động tuần tra chống tàu ngầm cho đến cuối tháng 5, trở lại vịnh Humbolt vào ngày 5 tháng 6, và tuần tra nhằm ngăn chặn mọi nỗ lực tăng viện của quân Nhật cho lực lượng trú đóng tại Biak. Nó còn bắn phá và hỗ trợ cuộc tấn công lên Noemfoor, Sansapor và Morotai, cũng như tuần tra và hộ tống lực lượng tăng viện đến các chiến trường này trong suốt mùa Hè.
Fletcher đi từ vịnh Humbolt đến Manus thuộc quần đảo Admiralty, đến nơi vào ngày 9 tháng 10, nhằm chuẩn bị cho cuộc đổ bộ lên Leyte, khi nó lên đường để hộ tống các tàu vận tải vào ngày 12 tháng 10. Nó đã bảo vệ cho các tàu vận tải khi họ thả các xuồng đổ bộ trong cuộc tấn công ban đầu vào ngày 20 tháng 10, rồi lên đường đi New Guinea vào ngày hôm sau, nên đã rời khỏi vịnh Leyte trước khi diễn ra trận Hải chiến vịnh Leyte mang tính quyết định. Nó quay trở lại Leyte cùng các tàu vận tải chở lực lượng tăng viện vào ngày 23 tháng 11, và trong một tháng tiếp theo đã tiếp tục hỗ trợ cho chiến dịch lâu dài nhằm giải phóng hoàn toàn Philippines, hộ tống các đoàn tàu vận tải, bắn phá chuẩn bị cho cuộc đổ bộ tại vịnh Ormoc và Mindoro, và chống trả nhiều cuộc không kích của máy bay Nhật Bản.

### 1945
Vào ngày 4 tháng 1 năm 1945, Fletcher khởi hành từ vịnh San Pedro để hỗ trợ gần cho Lực lượng tấn công Luzon khi họ tiến đến mục tiêu. Nó bắn rơi ít nhất một chiếc trong số nhiều máy bay Nhật Bản tấn công vào ngày 8 tháng 1, và đã tuần tra trong quá trình diễn ra cuộc đổ bộ lên vịnh Lingayen vào ngày hôm sau. Sau khi hỗ trợ cho cuộc đổ bộ lên bãi San Antonio, Luzon vào ngày 29 tháng 1, chiếc tàu khu trục tiến vào vịnh Subic hỗ trợ cho các hoạt động quét mìn, rồi vào ngày 31 tháng 1 đã bắn pháo hỗ trợ cho cuộc đổ bộ lên vịnh Nasugbu. Con tàu bắt đầu đợt hoạt động kéo dài bốn ngày để chiếm đóng Bataan và Corregidor vào ngày 13 tháng 2, tiến hành bắn phá chuẩn bị, rồi bắn hỏa lực theo yêu cầu, cũng như hỗ trợ các hoạt động quét mìn trong vịnh Manila. Vào ngày 14 tháng 2, đang khi bắn phá các khẩu đội pháo bờ biển Nhật Bản tại Los Cochinos Point, nó trúng một quả đạn pháo khiến tám người thiệt mạng và ba người khác bị thương. Chiếc tàu chiến tiếp tục bắn phá trong khi kiểm soát các hư hỏng, và nữa giờ sau đó đã trợ giúp cứu vớt những người sống sót từ chiếc tàu quét mìn YMS-48 vốn cũng bị đạn pháo bắn trúng, tiếp tục làm nhiệm vụ trong vịnh Manila cho đến ngày 17 tháng 2.
Fletcher tham gia các cuộc đổ bộ lên Puerto Princesa, Palawan và Zamboanga, hỗ trợ cho các hoạt động quét mìn và đổ bộ tại Tarakan, cũng như hoạt động tuần tra tại chỗ và hộ tống vận tải tại Philippines cho đến ngày 13 tháng 5, khi nó lên đường quay trở về vùng bờ Tây để đại tu. Sau khi thực hành ngoài khơi San Diego và tại quần đảo Hawaii, nó neo đậu tại San Diego cho đến khi được đưa về lực lượng dự bị vào ngày 7 tháng 8 năm 1946 và được cho xuất biên chế vào ngày 15 tháng 1 năm 1947.

### 1949–1969
Sau khi được cải biến thành một tàu khu trục hộ tống với ký hiệu lườn mới DDE-445, chuyên trách cho nhiệm vụ chống tàu ngầm, Fletcher được cho nhập biên chế trở lại vào ngày 3 tháng 10 năm 1949. Nó khởi hành đi San Diego vào ngày 1 tháng 5 năm 1950 cho một lượt phục vụ cùng Đệ Thất hạm đội tại khu vực Tây Thái Bình Dương. Khi Chiến tranh Triều Tiên nổ ra, con tàu đang neo đậu tại Hong Kong cùng tàu sân bay Valley Forge (CV-45), và đã cùng đội đặc nhiệm của Valley Forge đi đến ngoài khơi Triều Tiên vào ngày 3 tháng 7, được tăng cường thêm tàu sân bay hạng nhẹ Triumph (R16) của Hải quân Hoàng gia Anh và bắt đầu các cuộc không kích xuống Bắc Triều Tiên. Trong suốt mùa Hè, con tàu hoạt động liên tục ngoài khơi bờ biển bán đảo Triều Tiên, được tiếp liệu tại vịnh Buckner, Okinawa hoặc Sasebo, Nhật Bản khi cần thiết. Nó đã tham gia trận Inchon từ ngày 13 đến ngày 17 tháng 9, trước khi quay trở về cảng nhà Trân Châu Cảng vào ngày 11 tháng 11.
Fletcher rời Trân Châu Cảng vào ngày 19 tháng 11 năm 1951 cho một lượt hoạt động khác tại Triều Tiên cùng các tàu sân bay thuộc Đệ Thất hạm đội. Nó đã hai dịp tham gia bắn phá bờ biển Triều Tiên, thực hành huấn luyện chống tàu ngầm ngoài khơi Okinawa, và tuần tra tại eo biển Đài Loan, trước khi quay trở về Trân Châu Cảng vào ngày 20 tháng 6 năm 1952. Chiếc tàu khu trục ra khơi từ ngày 5 tháng 9 đến ngày 24 tháng 11 để tham gia Chiến dịch Ivy, và hoàn tất một lượt phục vụ khác tại Viễn Đông từ ngày 14 tháng 5 đến ngày 30 tháng 11 năm 1953. Sau đó từ năm 1954 đến năm 1962, con tàu được bố trí hàng năm sang hoạt động tại khu vực Tây Thái Bình Dương cùng Đệ Thất hạm đội, phần lớn để tham gia các cuộc thực tập chống tàu ngầm. Vào năm 1955, nó bảo vệ cho cuộc triệt thoái lực lượng Trung Hoa dân quốc khỏi quần đảo Đại Trần ở Chiết Giang, Trung Quốc; và vào các năm 1957 và 1958 đã thực hiện chuyến đi đến Samoa và Australia.
Fletcher được cho xuất biên chế và rút khỏi danh sách Đăng bạ Hải quân vào ngày 1 tháng 8 năm 1969; lườn tàu bị bán để tháo dỡ vào ngày 22 tháng 2 năm 1972.

## Phần thưởng
Fletcher được tặng thưởng mười lăm Ngôi sao Chiến trận do thành tích chiến đấu trong Thế Chiến II; và thên năm Ngôi sao Chiến trận khác khi phục vụ trong Chiến tranh Triều Tiên, trở thành một trong số những tàu chiến Hoa Kỳ được tặng thưởng nhiều nhất.